# Dick Voorn

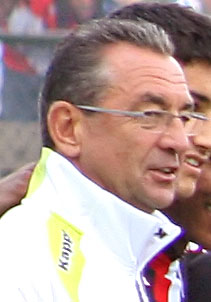
Dick Voorn

Dick „Cookie“ Voorn (* 29. Oktober 1948 in Uithoorn) ist ein niederländischer Fußballtrainer und ehemaliger Profispieler. Er ist langjähriger Trainerassistent des früheren niederländischen Bondscoachs Bert van Marwijk.

## Karriere
Seinen Spitznamen „Cookie“ erhielt Voorn, nachdem seine Familie aus dem Westen der Niederlande nach Maastricht gezogen war. Sie wurden dort als die „Hollandse koekenbakkers“ bezeichnet; daraus leiteten seine Kameraden den Spitznamen „Cook“ für seinen älteren Bruder und „Cookie“ für den jüngeren Dick ab. Bereits im Alter von 17 Jahren 1965 unterschrieb Voorn seinen ersten Profi-Vertrag bei MVV in Maastricht. Doch er kam in der ersten Mannschaft nicht kontinuierlich zum Einsatz. Der Linksfuß, der als Stürmer begann, wurde schnell zum Außenverteidiger umgeschult. 1969 wechselte er zum belgischen Zweitligisten SK Tongeren, für den er sechs Jahre spielte. Mit diesem Verein erlebte er jeweils einen Auf- und Abstieg mit. Sein größter Erfolg als Spieler war ein Pokalfinale mit SK Tongeren, das allerdings verloren ging. Schon 1975, im Alter von 27 Jahren, musste er seine Profikarriere aufgrund eines Rückenleidens beenden.
Bereits während seiner Profilaufbahn erwarb Dick „Cookie“ Voorn die Trainerscheine bis zum höchsten niederländischen Level. Nach Beendigung seiner Karriere war er zunächst als Coach im belgischen Maaseik und bei Bilzen en Swift in Roermond tätig, ehe er durch den Kontakt zu seinem ehemaligen MVV-Mannschaftskameraden Willy Quadackers 1978 zunächst als Jugendtrainer zu Fortuna Sittard wechselte. Er wurde jedoch recht bald Assistent des damaligen Trainer Joop Castenmiller. 26 Jahre blieb er Co-Trainer der Fortuna unter einer Reihe von Cheftrainern, zu denen Georg Keßler, Frans Körver, Bert Jacobs, Hans van Doorneveld und Bert van Marwijk gehörten. Zur Saison 2004/05 wechselte er als Assistent van Marwijks zu Borussia Dortmund. Zudem war er ein Jahr lang Scout für Feyenoord Rotterdam. Dort war er seit Sommer 2007 wieder als van Marwijks Assistent tätig. Im Sommer 2008 folgte er van Marwijk auch zur niederländischen Nationalmannschaft.
Voorns bisher größter Erfolg war das Erreichen des niederländischen Pokalfinals 1999 mit Fortuna Sittard.

## Privates
Dick Voorn ist seit mehr als 30 Jahren verheiratet und hat eine Tochter und einen Sohn, Ramon. Dieser ist ebenfalls Profifußballer geworden; er spielt seit 2007 in der zweiten Liga der Niederlande bei Fortuna Sittard.